# Саунина, Людмила Фёдоровна
Людмила Фёдоровна Саунина (род. 9 июля 1952, Свердловск) — российская шахматистка, гроссмейстер (2005) среди женщин. Инженер.

## Шахматная карьера
4-кратная чемпионка РСФСР (1972, 1979, 1985, 1986). Чемпионка Молдавской ССР (1976). Участница 5 чемпионатов СССР (1970—1985); лучший результат — 4—6-е (1970).
В составе сборной РСФСР серебряный призёр 12-го первенства СССР между командами союзных республик (1972).
В составе клуба «Буревестник» победитель 7-го командного кубка СССР (1971), также выиграла серебряную медаль в индивидуальном зачёте. В 1976 году в составе клуба «Труд» стала серебряным призёром данного соревнования.
Успешно выступила в ряде международных турниров: Воронеж (1973) — 2-е; Пётркув-Трыбунальски (1974 и 1977) — 2-е и 1-е; Новороссийск (1977) — 3-е; Галле (1979) — 1—2-е; Сочи (1980 и 1984) — 6—7-е и 7—8-е; Плевен (1987) — 1-е места.
Победитель чемпионатов мира по шахматам среди ветеранов (2005 и 2006) и чемпионата Европы среди ветеранов (2009).
В составе женской сборной России бронзовый призёр 2-го командного чемпионата мира среди ветеранов (категория 50+).

## Тренерская карьера
После распада СССР занялась тренерской работой. Среди её воспитанников — чемпион России 2014 года Игорь Лысый.

## Изменения рейтинга
| Графики недоступны из-за технических проблем. См. информацию на Фабрикаторе и на mediawiki.org. |